# 鵜飼信成
鵜飼 信成（うかい のぶしげ、1906年（明治39年）3月9日 - 1987年（昭和62年）5月10日）は、日本の法学者。専門は、憲法・行政法。学位は、法学博士（東京大学・論文博士・1956年）。元日本学士院会員。美濃部達吉門下。

## 略歴
1906年、東京都生まれ。
- 旧制第二高等学校卒業
- 1930年 - 東京帝国大学法学部卒業
- 1931年 - 東京帝国大学法学部大学院中退。京城帝国大学法文学部講師
- 1933年 - 京城帝国大学法文学部助教授
- 1943年 - 京城帝国大学法文学部教授
- 1947年 - 東京帝国大学社会科学研究所教授
- 1952年 - 東京大学社会科学研究所所長
- 1956年 - 法学博士（東京大学）[1]
- 1961年 - 国際基督教大学第二代学長
- 1967年 - 成蹊大学法学部教授。国際基督教大学客員教授
- 1968年 - 東京都公安委員
- 1969年 - 日本公法学会理事長
- 1975年 - 専修大学法学部教授[2]
- 1976年 - 勲二等旭日重光章受章
- 1977年 - 専修大学退職
- 1980年 - 日本学士院会員
- 1983年 - 国際基督教大学名誉教授
- 墓所は青山霊園。

この他、1967年～1973年旧司法試験第二次試験考査委員を務めた

## 受賞・栄典
- 1976年：勲二等旭日重光章受章。

## 家族・親族
- 父：鵜飼猛。旧日本メソヂスト教会銀座教会牧師であった。
- 兄：鵜飼宣道は在米の共産主義者。「ジョー小出」として知られた。
- 弟：鵜飼勇は日本基督教団銀座教会名誉牧師・東京神学大学元理事長である。

## 著書
- 『社会行政法』（日本評論社、1938年）
- 『法律のはなし』（三省堂出版、1950年）
- 『行政法の歴史的展開』（有斐閣、1952年）
- 『憲法（法律学講座）』（弘文堂、1954年）
- 『現代アメリカ法学』（日本評論社、1954年）
- 『憲法』（岩波書店「岩波全書」、1956年／岩波文庫、2022年）
- 『公務員法』（有斐閣法律学全集、1958年）
- 『憲法と裁判官』（岩波新書、1960年）
- 『神と人との間』（弘文堂、1966年）
- 『法とは何か』（日本放送出版協会、1969年）
- 『憲法における象徴と代表』（岩波書店、1977年）
- 『法と裁判をささえる精神』（岩波書店、1983年）
- 『司法審査と人権の法理』（有斐閣、1984年）

## 訳書
- カサリン・ドリンカー・ボーエン『判事ホームズ物語　人とその背景――オリムパスから来たヤンキー』

井上庚二郎・宇佐美珍彦・福間豊吉共訳（各・上下、法政大学出版局、1950年、同・教養選書、1977-78年）
- H.ケルゼン『法と国家』（東京大学出版会、1952年、UP選書、1969年）
- M.カーチ『アメリカ社会文化史』（竜口直太郎・鶴見和子共訳、法政大学出版局、上1954年・中1956年・下1958年）
- Ｃ.Ｗ.ミルズ『パワー・エリート』（綿貫譲治共訳、東京大学出版会（各・上下）、1958年、UP選書 1969年／ちくま学芸文庫、2020年）
- ダグ・ハマーショルド『道しるべ』（みすず書房、1967年、新装版1999年）
- ジョン・ロック『市民政府論』（岩波文庫、1968年）
- M.D.ハウ編『ホームズ＝ラスキ往復書簡集』（岩波現代選書、1981年）